# Piotr Kobrzeniecki
Piotr Kobrzeniecki (ur. 10 października 1985) – polski pięcioboista nowoczesny, mistrz i reprezentant Polski.

## Kariera sportowa
Był zawodnikiem CWKS Legia Warszawa. Jego największym sukcesem w karierze było mistrzostwo Polski w 2006. Reprezentował Polskę na mistrzostwach świata w 2004, zajmując 12 miejsce w sztafecie i 15 m. drużynowo (indywidualnie odpadł w eliminacjach).
Jako junior był mistrzem Europy drużynowo w trójboju (2001), wicemistrzem Europy w trójboju indywidualnie (2001), wicemistrzem świata drużynowo i w sztafecie w czwórboju (2003), brązowym medalista MŚ drużynowo w czwórboju (2002), brązowym medalista mistrzostw Europy w czwórboju (2002). 
Zakończył karierę w 2008.